# Damien Comolli
Pour les articles homonymes, voir Comolli.
Damien Comolli, né le 24 novembre 1971 à Béziers, est un directeur sportif français. Il est directeur général du Juventus FC depuis mai 2025.

## Biographie

### Débuts dans le football
Après avoir été joueur à Béziers puis à l'AS Monaco dans sa jeunesse, Damien Comolli devient entraîneur de la catégorie des moins de 16 ans du club monégasque en 1992, alors qu'Arsène Wenger entraîne les professionnels. Damien Comolli suit une première fois Arsène Wenger au Japon pour prendre en charge l'équipe des moins de 18 ans du Nagoya Grampus. 

### Carrière de recruteur

#### Recruteur à Arsenal FC (1998-2004)
Il suit une seconde fois Arsène Wenger à Arsenal où il est nommé recruteur de 1998 à 2004. Il est à l'origine entre autres des recrutements de Thierry Henry, Robert Pirès et Sylvain Wiltord.

### Carrière de dirigeant

#### Directeur sportif à l'AS Saint-Étienne (2004-2005)
En juin 2004, Comolli rejoint l'AS Saint-Étienne en qualité de directeur sportif. 

#### Manager général à Tottenham (2005-2008)
Il quitte le club du Forez un an plus tard et rejoint le club londonien de Tottenham Hotspur en septembre 2005 en qualité de manager général. Il s'occupe de la formation, du secteur médical, du recrutement et de la négociation des contrats pendant trois saisons. 

#### Retour comme directeur sportif à l'AS Saint-Étienne (2008-2010)
Il revient à Saint-Étienne le 9 novembre 2008 en tant que directeur sportif.

#### Directeur général puis directeur sportif à Liverpool FC (2010-2012)
Il démissionne du club de Saint Étienne pour signer avec le Liverpool FC le 4 octobre 2010, où il est promu directeur sportif peu de temps après son arrivée. Il joue notamment un rôle décisif dans les venues de Luis Alberto Suárez, Andy Carroll ou encore de Jordan Henderson sur les bords de la Mersey, tout en fustigeant le comportement de l'ancien Red Fernando Torres : « Lorsque vous avez quelqu'un qui ne veut pas être ici et que tu dois le remplacer par des gens qui, eux, veulent vraiment être ici, l'atmosphère change forcément. Maintenant, ce n'est que du positif ». Le 12 avril 2012, Liverpool et Comolli mettent pourtant fin à leur collaboration par « consentement mutuel ».

#### Directeur sportif à Fenerbahçe (2018-2020)
Damien Comolli est nommé directeur sportif de Fenerbahçe le jeudi 7 juin 2018. Il y signe un contrat de trois ans, soit jusqu'en 2021. Il démissionne de ses fonctions le 16 janvier 2020.

#### Président au Toulouse Football Club (2020-2025)
Le 20 juillet 2020, il devient officiellement le président du Toulouse FC avec la vente du club par Olivier Sadran aux investisseurs américains de RedBird Capital Partners. Deux ans après l'arrivée de Damien Comolli, le TFC remonte en Ligue 1 et remporte au passage le titre de champion de Ligue 2 et l'année suivante la coupe de France. 
Damien Comolli est connu pour son utilisation importante des statistiques. « On est un club qui prend toutes ses décisions à l'aide de la data et des statistiques », explique-t-il à propos du TFC.
Le 16 décembre 2024, il est condamné par le tribunal correctionnel de Marseille à 30 000 euros d'amende et un an d'inéligibilité dans l'affaire des faux agents.